# Xu Xin
Xu Xin (Jiangsu, 8 januari 1990) is een Chinese linkshandige tafeltennisser. Hij won in 2013 de World Cup, werd in 2011, 2015 en 2017 wereldkampioen dubbelspel en in 2015 en 2019 wereldkampioen gemengd dubbel. Hij won in 2012 en 2013 de ITTF Pro Tour Grand Finals.  
Xu Xin debuteerde in 2008 op de ITTF Pro Tour en won daarop in 2009 zijn eerste (dubbelspel)titels. Het Koeweit Open was in februari 2010 het decor voor zijn eerste enkelspeltitel.
Xu Xin speelt in eigen land competitie voor Shanghai Guanshengyuan en daarnaast in Europa voor SVS Niederösterreich. De Chinees bereikte in juni 2012 zijn tot dan hoogste positie op de ITTF-wereldranglijst, toen hij daarop derde stond.

## Erelijst
- Winnaar World Cup 2013
- Wereldkampioen dubbelspel 2011 (met Ma Long), 2015 (met Zhang Jike) en 2017 (met Fan Zhendong), verliezend finalist op het  WK 2009 (met Ma Long)
- Wereldkampioen gemengd dubbel 2015 (met Yang Haeun) en 2019 (met Liu Shiwen)
- Winnaar WTC-World Team Cup 2009 (met China)
- Winnaar Aziatische Kampioenschappen dubbelspel 2009 (met Ma Long)
- Winnaar Aziatische kampioenschappen landenteams 2009 (met China)

ITTF Pro Tour:
Enkelspel:
- Winnaar ITTF Pro Tour Grand Finals 2012, 2013
- Winnaar Korea Open 2013
- Winnaar China Open 2012
- Winnaar Qatar Open 2011 en 2012
- Winnaar Slovenië Open 2011
- Winnaar Koeweit Open 2010
- Winnaar Rusland Open 2012
- Winnaar Japan Open 2015
- Verliezend finalist ITTF Pro Tour Grand Finals 2009
- Verliezend finalist Wit Rusland Open 2008

Dubbelspel:
- Winnaar Qatar Open 2009 (met Ma Long) en 2011 (met Wang Liqin)
- Winnaar Denemarken Open 2009 (met Ma Long)
- Winnaar Slovenië Open 2009 (met Zhang Chao)

2008: Ma Lin, Wang Hao, Wang Liqin ·
2012: Ma Long, Wang Hao, Zhang Jike ·
2016: Ma Long, Xu Xin, Zhang Jike ·
2020: Fan Zhendong, Ma Long, Xu Xin ·
2024: Fan Zhendong, Ma Long, Wang Chuqin